# 橋本保 (植物学者)
橋本 保（はしもと たもつ、1933年8月 -  2008年6月）は日本の植物学者である。

## 略歴
1957年に東京農業大学を卒業し、東京大学理学部付属植物園で働いた。1961年からアフガニスタン政府農業省園芸専門官として、アフガニスタンの植物を研究。1965年から南アメリカ、アンデス地帯の植物を調査した。1983年に開園した国立科学博物館の筑波実験植物園の主任研究官となり1997年から園長を務めた。

## 著書
- 『日本のスミレ』誠文堂新光社（1967年）
- 『原色野生ラン』家の光協会 （1981年）神田淳と共著
- 『野生ラン』  橋本保〔ほか〕著 家の光協会 神田淳、村川博実と共著